# 티모시 아처의 환생

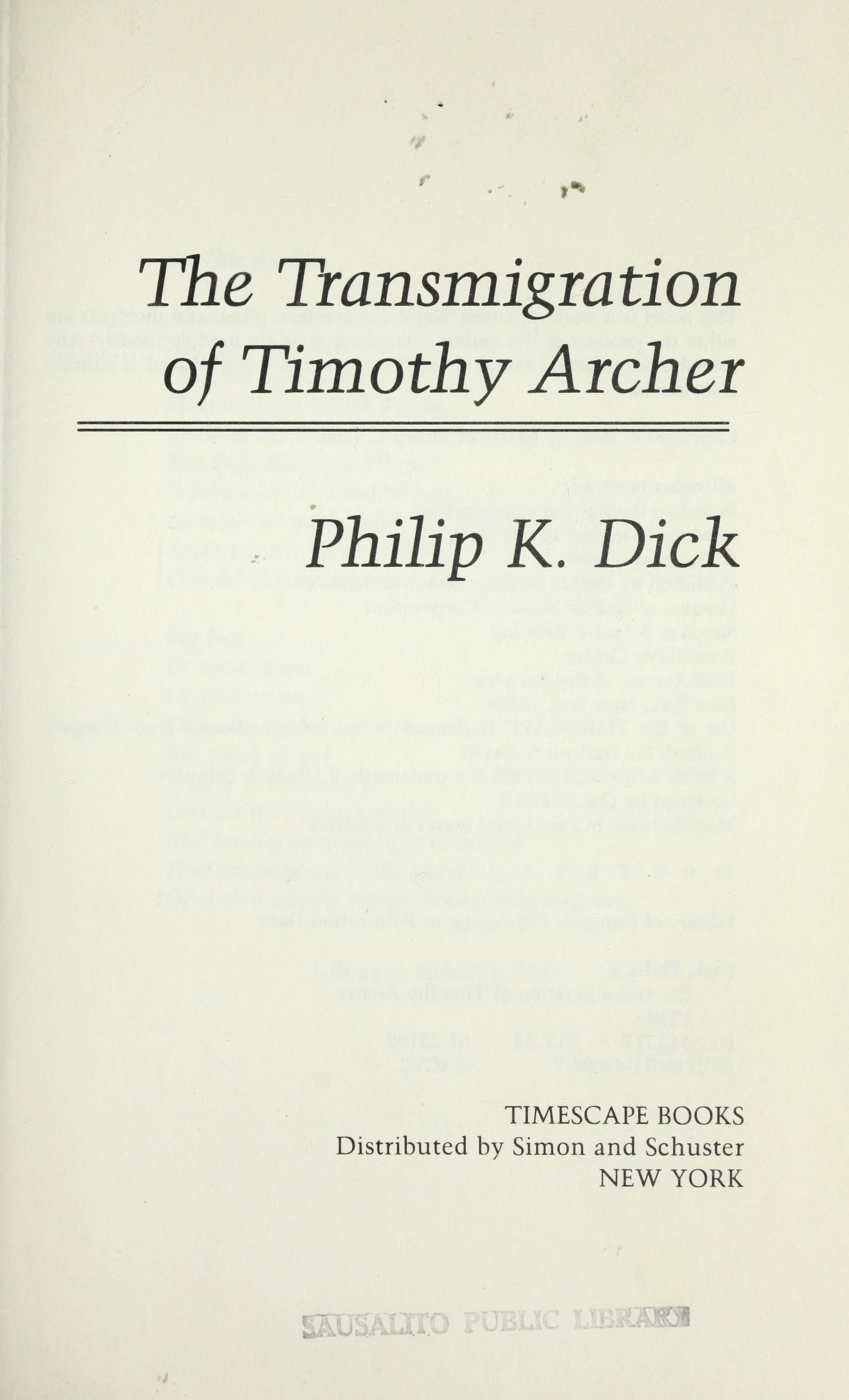

《티모시 아처의 환생》(The Transmigration of Timothy Archer)은 미국의 SF소설가 필립 K. 딕의 장편소설 작품이다. '발리스 3부작'의 마지막 작품이자, 필립 K. 딕의 유작이기도 하다. 대한민국에는 필립 K. 딕 걸작선의 8권으로 출간되었다. 유례없는 불황과 정신적 공허에 시달리는 21세기 독자들에게도 공감을 일으키는, 시대를 초월한 걸작이라는 평을 받는다.

## 줄거리
티모시 아처는 성공회 주교이자 마틴 루서 킹 목사와 케네디 가의 일원과 어깨를 나란히 한 시대의 명사다. 연설 청탁을 하러 온 키어스틴과 내연의 관계를 맺기 전까지 그의 인생은 탄탄대로였다. 그 이후 티모시 아처는 자신의 신앙을 위협하는 고문서의 존재를 알게 되고, 아들 제프와 키어스틴을 잃고, 자신 또한 사막으로 떠나 사라진다. 며느리이자 티모시 아처를 친구로 여긴 앤젤 아처는 혼자 남아 상처 입은 심장으로 그들을 회고하다가, 불가사의한 현상과 마주친다.